# Чемпионат СССР по водному поло 1982
XLII чемпионат СССР по водному поло (XXXVIII чемпионат для клубных команд) проходил с 6 января по 8 ноября 1982 года. Победителем турнира стала команда «Динамо» (Алма-Ата).

## Общая информация
В чемпионате высшей лиги участвовали 12 команд. Они провели двухкруговой турнир, после чего состоялись финалы за 1—6-е и 7—12-е места, в рамках которых команды сыграли в один круг. В итоговых турнирных таблицах суммировались результаты предварительного и финального этапов.
Во время летнего перерыва в чемпионате сборная СССР под руководством Бориса Попова во второй раз в своей истории выиграла чемпионат мира, а лучшим игроком турнира, проходившего в Гуаякиле, был признан вратарь Евгений Шаронов. «Москвич», за который Шаронов выступал в высшей лиге, оказался единственной командой, обыгравшей в зимне-весенней части первенства действующего чемпиона — алма-атинское «Динамо». Другим возмутителем спокойствия был молодой коллектив тбилисского «Динамо», отобравший очки у динамовцев Алма-Аты, Москвы, команды МГУ и выигравший все три матча в чемпионате у именитого ЦСК ВМФ. Из игроков тбилисской команды чемпионом мира стал Михаил Гиоргадзе.
«Динамо» из Алма-Аты защитило чемпионский титул, обеспечив победу, как и годом ранее, за два тура до конца чемпионата. Серебряным призёром стало московское «Динамо», а в борьбе за бронзу ЦСК ВМФ лишь по дополнительному показателю (разнице мячей) опередил МГУ.
Минский СКА занял в чемпионате последнее место и потерял прописку в высшей лиге. По итогам турнира в первой лиге в сильнейший дивизион вернулась ленинградская «Балтика».

## Предварительные игры

### Турнирная таблица
|                        | 1         | 2          | 3           | 4          | 5          | 6        | 7           | 8          | 9        | 10         | 11         | 12          | И  | В  | Н | П  | М       | О  |
| ---------------------- | --------- | ---------- | ----------- | ---------- | ---------- | -------- | ----------- | ---------- | -------- | ---------- | ---------- | ----------- | -- | -- | - | -- | ------- | -- |
| 1. «Динамо» (Алма-Ата) |           | 14:11 5:5  | 5:5 7:7     | 9:8 9:7    | 13:7 9:8   | 5:5 9:6  | 13:7 9:7    | 8:4 7:6    | 7:4 6:7  | 10:4 8:6   | 13:7 8:6   | 11:6 8:6    | 22 | 17 | 4 | 1  | 193:139 | 38 |
| 2. «Динамо» (Москва)   | 11:14 5:5 |            | 10:11 8:7   | 7:6 8:6    | 7:7 6:9    | 6:6 6:5  | 11:7 12:9   | 13:6 9:7   | 9:8 11:6 | 13:10 10:6 | 12:5 9:8   | 9:5 8:6     | 22 | 16 | 3 | 3  | 200:159 | 35 |
| 3. МГУ (Москва)        | 5:5 7:7   | 11:10 7:8  |             | 6:6 9:13   | 4:4 5:7    | 6:5 8:9  | 14:13 11:10 | 7:6 12:4   | 8:5 7:6  | 8:5 9:8    | 10:10 10:8 | 7:6 11:7    | 22 | 13 | 5 | 4  | 182:162 | 31 |
| 4. ЦСК ВМФ (Москва)    | 8:9 7:9   | 6:7 6:8    | 6:6 13:9    |            | 11:11 11:7 | 7:8 4:5  | 10:9 8:5    | 12:3 11:11 | 6:4 11:5 | 12:7 10:9  | 11:5 13:9  | 12:11 12:6  | 22 | 13 | 3 | 6  | 207:163 | 29 |
| 5. «Динамо» (Киев)     | 7:13 8:9  | 7:7 9:6    | 4:4 7:5     | 11:11 7:11 |            | 9:6 9:5  | 9:8 5:8     | 8:7 14:10  | 8:8 6:5  | 9:9 9:8    | 9:8 7:8    | 9:9 6:6     | 22 | 10 | 7 | 5  | 177:171 | 27 |
| 6. «Динамо» (Тбилиси)  | 5:5 6:9   | 6:6 5:6    | 5:6 9:8     | 8:7 5:4    | 6:9 5:9    |          | 7:8 9:7     | 8:9 7:8    | 7:5 5:5  | 5:4 9:8    | 11:9 8:7   | 8:7 6:3     | 22 | 11 | 3 | 8  | 150:149 | 25 |
| 7. КЧФ (Севастополь)   | 7:13 7:9  | 7:11 9:12  | 13:14 10:11 | 9:10 5:8   | 8:9 8:5    | 8:7 7:9  |             | 8:12 15:13 | 6:6 7:6  | 7:10 11:11 | 9:8 9:9    | 10:10 11:10 | 22 | 6  | 4 | 12 | 191:213 | 16 |
| 8. ККФ (Баку)          | 4:8 6:7   | 6:13 7:9   | 6:7 4:12    | 3:12 11:11 | 7:8 10:14  | 9:8 8:7  | 12:8 13:15  |            | 7:5 8:8  | 8:7 10:9   | 6:8 7:8    | 7:5 7:8     | 22 | 7  | 2 | 13 | 166:197 | 16 |
| 9. «Москвич» (Москва)  | 4:7 7:6   | 8:9 6:11   | 5:8 6:7     | 4:6 5:11   | 8:8 5:6    | 5:7 5:5  | 6:6 6:7     | 5:7 8:8    |          | 4:8 6:4    | 7:6 6:6    | 5:5 8:7     | 22 | 4  | 6 | 12 | 129:155 | 14 |
| 10. «Динамо» (Львов)   | 4:10 6:8  | 10:13 6:10 | 5:8 8:9     | 7:12 9:10  | 9:9 8:9    | 4:5 8:9  | 10:7 11:11  | 7:8 9:10   | 8:4 4:6  |            | 10:8 13:12 | 15:10 9:9   | 22 | 5  | 3 | 14 | 180:197 | 13 |
| 11. «Мехнат» (Ташкент) | 7:13 6:8  | 5:12 8:9   | 10:10 8:10  | 5:11 9:13  | 8:9 8:7    | 9:11 7:8 | 8:9 9:9     | 8:6 8:7    | 6:7 6:6  | 8:10 12:13 |            | 10:9 5:6    | 22 | 4  | 3 | 15 | 170:203 | 11 |
| 12. СКА (Минск)        | 6:11 6:8  | 5:9 6:8    | 6:7 7:11    | 11:12 6:12 | 9:9 6:6    | 7:8 3:6  | 10:10 10:11 | 5:7 8:7    | 5:5 7:8  | 10:15 9:9  | 9:10 6:5   |             | 22 | 2  | 5 | 15 | 157:194 | 9  |

### Матчи
Минск, Дворец водного спорта
1-й тур. 6 января
- ЦСК ВМФ — КЧФ — 10:9
- «Динамо» М — «Мехнат» — 12:5
- СКА — «Динамо» К — 9:9

2-й тур. 7 января
- «Динамо» М — ЦСК ВМФ — 7:6
- «Динамо» К — «Мехнат» — 9:8
- СКА — КЧФ — 10:10

3-й тур. 8 января
- ЦСК ВМФ — «Мехнат» — 11:5
- «Динамо» К — КЧФ — 9:8
- «Динамо» М — СКА — 9:5

4-й тур. 9 января
- «Динамо» М — КЧФ — 11:7
- «Динамо» К — ЦСК ВМФ — 11:11
- «Мехнат» — СКА — 10:9

5-й тур. 10 января
- «Динамо» М — «Динамо» К — 7:7
- КЧФ — «Мехнат» — 9:8
- ЦСК ВМФ — СКА — 12:11

Баку, бассейн бакинского гарнизона
1-й тур. 6 января
- «Динамо» А-А — «Динамо» Лв — 10:4
- МГУ — «Москвич» — 8:5
- ККФ — «Динамо» Тб — 9:8

2-й тур. 7 января
- МГУ — «Динамо» Тб — 6:5
- «Динамо» Лв — «Москвич» — 8:4
- «Динамо» А-А — ККФ — 8:4

3-й тур. 8 января
- «Динамо» Тб — «Москвич» — 7:5
- МГУ — «Динамо» А-А — 5:5
- ККФ — «Динамо» Лв — 8:7

4-й тур. 9 января
- «Динамо» Тб — «Динамо» Лв — 5:4
- «Динамо» А-А — «Москвич» — 7:4
- МГУ — ККФ — 7:6

5-й тур. 10 января
- МГУ — «Динамо» Лв — 8:5
- «Динамо» Тб — «Динамо» А-А — 5:5
- ККФ — «Москвич» — 7:5

Киев, Дворец подводного спорта ДОСААФ
6-й тур. 19 января
- «Динамо» Лв — КЧФ — 10:7
- «Динамо» М — ККФ — 13:6
- «Динамо» К — МГУ — 4:4

7-й тур. 20 января
- МГУ — «Динамо» М — 11:10
- ККФ — КЧФ — 12:8
- «Динамо» Лв — «Динамо» К — 9:9

8-й тур. 22 января
- МГУ — КЧФ — 14:13
- «Динамо» М — «Динамо» Лв — 13:10
- «Динамо» К — ККФ — 8:7

Тбилиси, республиканский бассейн
6-й тур. 19 января
- «Динамо» А-А — ЦСК ВМФ — 9:8
- «Москвич» — СКА — 5:5
- «Динамо» Тб — «Мехнат» — 11:9[4]

7-й тур. 20 января
- «Динамо» А-А — «Мехнат» — 13:7
- ЦСК ВМФ — «Москвич» — 6:4
- «Динамо» Тб — СКА — 8:7

8-й тур. 22 января
- «Динамо» А-А — СКА — 11:6
- «Москвич» — «Мехнат» — 7:6
- «Динамо» Тб — ЦСК ВМФ — 8:7

Москва, бассейн спорткомплекса «Олимпийский»
9-й тур. 29 января
- КЧФ — «Динамо» Тб — 8:7
- «Москвич» — «Динамо» К — 8:8
- «Динамо» А-А — «Динамо» М — 14:11

10-й тур. 30 января
- «Динамо» М — «Москвич» — 9:8
- «Динамо» К — «Динамо» Тб — 9:6
- «Динамо» А-А — КЧФ — 13:7

11-й тур. 31 января
- «Динамо» А-А — «Динамо» К — 13:7
- «Москвич» — КЧФ — 6:6
- «Динамо» Тб — «Динамо» М — 6:6

Ташкент, Дворец водного спорта имени В. Митрофанова
9-й тур. 29 января
- ККФ — СКА — 7:5
- ЦСК ВМФ — «Динамо» Лв — 12:7
- «Мехнат» — МГУ — 10:10

10-й тур. 30 января
- МГУ — ЦСК ВМФ — 6:6
- «Динамо» Лв — СКА — 15:10
- «Мехнат» — ККФ — 8:6

11-й тур. 31 января
- МГУ — СКА — 7:6
- ЦСК ВМФ — ККФ — 12:3
- «Динамо» Лв — «Мехнат» — 10:8

Минск, Дворец водного спорта
12-й тур. 24 февраля
- ЦСК ВМФ — КЧФ — 8:5
- «Динамо» М — «Мехнат» — 9:8
- СКА — «Динамо» К — 6:6

13-й тур. 25 февраля
- «Динамо» М — ЦСК ВМФ — 8:6
- «Мехнат» — «Динамо» К — 8:7
- КЧФ — СКА — 11:10

14-й тур. 26 февраля
- ЦСК ВМФ — «Мехнат» — 13:9
- КЧФ — «Динамо» К — 8:5
- «Динамо» М — СКА — 8:6

15-й тур. 27 февраля
- «Динамо» М — КЧФ — 12:9
- ЦСК ВМФ — «Динамо» К — 11:7
- СКА — «Мехнат» — 6:5

16-й тур. 28 февраля
- ЦСК ВМФ — СКА — 12:6
- «Динамо» К — «Динамо» М — 9:6
- «Мехнат» — КЧФ — 9:9

Баку, бассейн бакинского гарнизона
12-й тур. 24 февраля
- «Динамо» А-А — «Динамо» Лв — 8:6
- МГУ — «Москвич» — 7:6
- ККФ — «Динамо» Тб — 8:7

13-й тур. 25 февраля
- «Динамо» Тб — МГУ — 9:8
- «Москвич» — «Динамо» Лв — 6:4
- «Динамо» А-А — ККФ — 7:6

14-й тур. 26 февраля
- МГУ — «Динамо» А-А — 7:7
- «Москвич» — «Динамо» Тб — 5:5
- ККФ — «Динамо» Лв — 10:9

15-й тур. 27 февраля
- «Динамо» Тб — «Динамо» Лв — 9:8
- «Москвич» — «Динамо» А-А — 7:6
- МГУ — ККФ — 12:4

16-й тур. 28 февраля
- МГУ — «Динамо» Лв — 9:8
- «Динамо» А-А — «Динамо» Тб — 9:6
- ККФ — «Москвич» — 8:8

Киев, Дворец подводного спорта ДОСААФ
17-й тур. 10 марта
- «Динамо» К — МГУ — 7:5
- «Динамо» М — ККФ — 9:7
- «Динамо» Лв — КЧФ — 11:11

18-й тур. 11 марта
- «Динамо» М — МГУ — 8:7
- КЧФ — ККФ — 15:13
- «Динамо» К — «Динамо» Лв — 9:8

19-й тур. 12 марта
- МГУ — КЧФ — 11:10
- «Динамо» М — «Динамо» Лв — 10:6
- «Динамо» К — ККФ — 14:10

Тбилиси, республиканский бассейн
17-й тур. 10 марта
- «Динамо» А-А — ЦСК ВМФ — 9:7
- «Москвич» — СКА — 8:7
- «Динамо» Тб — «Мехнат» — 8:7

18-й тур. 11 марта
- «Динамо» А-А — «Мехнат» — 8:6
- ЦСК ВМФ — «Москвич» — 11:5
- «Динамо» Тб — СКА — 6:3

19-й тур. 12 марта
- «Москвич» — «Мехнат» — 6:6
- «Динамо» А-А — СКА — 8:6
- «Динамо» Тб — ЦСК ВМФ — 5:4

Москва, бассейн спорткомплекса «Олимпийский»
20-й тур. 20 марта
- «Динамо» Тб — КЧФ — 9:7
- «Динамо» К — «Москвич» — 6:5
- «Динамо» А-А — «Динамо» М — 5:5

21-й тур. 21 марта
- «Динамо» М — «Москвич» — 11:6
- «Динамо» К — «Динамо» Тб — 9:5
- «Динамо» А-А — КЧФ — 9:7

22-й тур. 22 марта
- «Динамо» А-А — «Динамо» К — 9:8
- КЧФ — «Москвич» — 7:6
- «Динамо» М — «Динамо» Тб — 6:5

Ташкент, Дворец водного спорта имени В. Митрофанова
20-й тур. 20 марта
- СКА — ККФ — 8:7
- ЦСК ВМФ — «Динамо» Лв — 10:9
- МГУ — «Мехнат» — 10:8

21-й тур. 21 марта
- ЦСК ВМФ — МГУ — 13:9
- «Динамо» Лв — СКА — 9:9
- «Мехнат» — ККФ — 8:7

22-й тур. 22 марта
- «Динамо» Лв — «Мехнат» — 13:12
- ККФ — ЦСК ВМФ — 11:11
- МГУ — СКА — 11:7

## Финал за 1—6-е места
Матчи прошли в Москве в бассейне спорткомплекса «Олимпийский».

### Турнирная таблица
|                        | 1     | 2    | 3    | 4     | 5    | 6    | И  | В  | Н | П  | М       | О  |
| ---------------------- | ----- | ---- | ---- | ----- | ---- | ---- | -- | -- | - | -- | ------- | -- |
| 1. «Динамо» (Алма-Ата) |       | 8:13 | 9:9  | 11:11 | 10:6 | 9:8  | 27 | 19 | 6 | 2  | 240:186 | 44 |
| 2. «Динамо» (Москва)   | 13:8  |      | 9:11 | 9:9   | 6:6  | 13:4 | 27 | 18 | 5 | 4  | 250:197 | 41 |
| 3. ЦСК ВМФ (Москва)    | 9:9   | 11:9 |      | 7:5   | 10:9 | 8:9  | 27 | 16 | 4 | 7  | 252:204 | 36 |
| 4. МГУ (Москва)        | 11:11 | 9:9  | 5:7  |       | 8:8  | 14:9 | 27 | 14 | 8 | 5  | 229:206 | 36 |
| 5. «Динамо» (Киев)     | 6:10  | 6:6  | 9:10 | 8:8   |      | 9:6  | 27 | 11 | 9 | 7  | 215:211 | 31 |
| 6. «Динамо» (Тбилиси)  | 8:9   | 4:13 | 9:8  | 9:14  | 6:9  |      | 27 | 12 | 3 | 12 | 186:202 | 27 |

### Матчи
23-й тур. 4 ноября
- ЦСК ВМФ — МГУ — 7:5
- «Динамо» М — «Динамо» Тб — 13:4
- «Динамо» А-А — «Динамо» К — 10:6

24-й тур. 5 ноября
- «Динамо» А-А — «Динамо» Тб — 9:8
- МГУ — «Динамо» К — 8:8
- ЦСК ВМФ — «Динамо» М — 11:9

25-й тур. 6 ноября
- «Динамо» К — «Динамо» Тб — 9:6
- «Динамо» А-А — ЦСК ВМФ — 9:9
- «Динамо» М — МГУ — 9:9

26-й тур. 7 ноября
- «Динамо» М — «Динамо» А-А — 13:8
- МГУ — «Динамо» Тб — 14:9
- ЦСК ВМФ — «Динамо» К — 10:9

27-й тур. 8 ноября
- «Динамо» А-А — МГУ — 11:11
- «Динамо» К — «Динамо» М — 6:6
- «Динамо» Тб — ЦСК ВМФ — 9:8

## Финал за 7—12-е места
Матчи прошли в Баку в бассейне бакинского гарнизона.

### Турнирная таблица
|                       | 7     | 8     | 9     | 10    | 11    | 12   | И  | В | Н | П  | М       | О  |
| --------------------- | ----- | ----- | ----- | ----- | ----- | ---- | -- | - | - | -- | ------- | -- |
| 7. ККФ (Баку)         |       | 6:8   | 10:10 | 10:10 | 12:10 | 14:7 | 27 | 9 | 4 | 14 | 218:242 | 22 |
| 8. «Мехнат» (Ташкент) | 8:6   |       | 8:8   | 10:9  | 12:11 | 11:5 | 27 | 8 | 4 | 15 | 219:242 | 20 |
| 9. «Москвич» (Москва) | 10:10 | 8:8   |       | 10:7  | 11:11 | 5:6  | 27 | 5 | 9 | 13 | 173:197 | 19 |
| 10. КЧФ (Севастополь) | 10:10 | 9:10  | 7:10  |       | 6:7   | 7:7  | 27 | 6 | 6 | 15 | 230:257 | 18 |
| 11. «Динамо» (Львов)  | 10:12 | 11:12 | 11:11 | 7:6   |       | 8:9  | 27 | 6 | 4 | 17 | 227:247 | 16 |
| 12. СКА (Минск)       | 7:14  | 5:11  | 6:5   | 7:7   | 9:8   |      | 27 | 4 | 6 | 17 | 191:239 | 14 |

### Матчи
23-й тур. 4 ноября
- «Москвич» — КЧФ — 10:7
- СКА — «Динамо» Лв — 9:8
- «Мехнат» — ККФ — 8:6

24-й тур. 5 ноября
- «Динамо» Лв — КЧФ — 7:6
- «Мехнат» — «Москвич» — 8:8
- ККФ — СКА — 14:7

25-й тур. 6 ноября
- СКА — «Москвич» — 6:5
- «Мехнат» — КЧФ — 10:9
- ККФ — «Динамо» Лв — 12:10

26-й тур. 7 ноября
- «Мехнат» — СКА — 11:5
- «Динамо» Лв — «Москвич» — 11:11
- ККФ — КЧФ — 10:10

27-й тур. 8 ноября
- СКА — КЧФ — 7:7
- «Мехнат» — «Динамо» Лв — 12:11
- ККФ — «Москвич» — 10:10

## Призёры
«Динамо» (Алма-Ата): Ерлан Аяпбергенов, Игорь Баюнов, Сергей Горшков, Сергей Котенко, Николай Лошкин, Валерий Машин, Нурлан Мендыгалиев, Аскар Оразалинов, Сергей Щербаков. Тренер — Станислав Пивоваров.
 «Динамо» (Москва): Сергей Бекренев, Евгений Гришин, Владимир (Вадим) Жмудский, Михаил Иванов, Сергей Маркоч, Александр Муравьёв, Георгий Мшвениерадзе, Сергей Никифоров, Владимир Сидореев, Давид Сулакадзе. Тренер — Анатолий Блюменталь.
 ЦСК ВМФ: Владимир Акимов, Александр Бойко, Александр Галкин, Алексей Гаргонов, Александр Кабанов, Анатолий Клебанов, Вячеслав Оботков, Андрей Павлов, Сергей Рудаков, Андрей Семёнов, Вячеслав Собченко. Тренер — Александр Шидловский.